# José Ignacio Pavón
Pour les articles homonymes, voir Pavon.
José Ignacio Pavón (né en 1791 à Veracruz, Mexique et mort le 24 mai 1866 à Mexico, Mexique), est un homme d'État qui est président du gouvernement conservateur à deux reprises durant la Guerre de Réforme,,,.